# Maria Comnena, reina de Jerusalem
Maria Comnena (1154-c.1217) era filla de Joan Ducas Comnè, dux de Xipre i de Maria Taronita, una descendent d'antics reis armenis. La seva germana Teodora va ser l'esposa de Bohemon III d'Antioquia.

## Reina de Jerusalem

El Regne de Jerusalem sense Jerusalem, reconstituït el 1192

Després de l'anul·lació del seu primer matrimoni amb Agnès de Courtenay, Amalric I de Jerusalem estava ansiós per forjar una aliança amb l'Imperi Romà d'Orient, per la qual cosa va sol·licitar una núvia de sang imperial a Manuel I Comnè. María era besneboda de l'emperador i va aportar una rica dot, celebrant-se el matrimoni el 29 d'agost de 1167.
Maria va donar a llum a una nena el 1172, Isabel I de Jerusalem, i a un nen nascut mort en 1173. Un any més tard va morir Amalrico, convertint-se així en reina vídua.

## Segon matrimoni
El 1177, Maria es va casar amb Balian d'Ibelin, noble i militar que comandava la defensa de Jerusalem quan la ciutat va caure davant Saladí el 1187. Amb ell va tenir almenys quatre fills: Helvis, Joan, Margarita i Felip.
María i Balian van recolzar a Conrad de Montferrat en la seva lluita per la corona contra Guiu de Lusignan. Ells van arreglar les noces d'Isabel, (filla de Maria amb el seu anterior marit), amb Conrad. Aquest suport els va valer l'enemistat de Ricard Cor de Lleó i dels seus cronistes, que recolzaven a l'altre candidat.

## Últims anys
Com a àvia d'Alícia de Xampanya (filla d'Isabel de Jerusalem i d'Enric V de Xampanya), Maria va dur a terme negociacions matrimonials a Xipre, per concertar l'enllaç de la seva neta amb Hug I de Xipre. Aquesta és l'última vegada que apareix Maria. La data de la seva mort és dubtosa, però no posterior a 1217.

## Arbre genealògic
|                 |                 |                 |                 |                 |                 |               |               | Joan Comnè x Anna Dalassè        |                                  |                                  |                                  |                                                         |                                                         |                                                         |                                                         |                                                         |                                                         |               |               |                                              |                                              |                                              |                                              |                                              |                                              |                                |                                |                                           |                                           |                                           |                                           |                                           |                                           |            |            |            |            |  |  |  |  |  |  |  |  |  |  |  |  |  |  |  |  |  |  |  |  |  |  |  |  |  |  |  |  |
|                 |                 |                 |                 |                 |                 |               |               |                                  |                                  |                                  |                                  |                                                         |                                                         |                                                         |                                                         |                                                         |                                                         |               |               |                                              |                                              |                                              |                                              |                                              |                                              |                                |                                |                                           |                                           |                                           |                                           |                                           |                                           |            |            |            |            |  |  |  |  |  |  |  |  |  |  |  |  |  |  |  |  |  |  |  |  |  |  |  |  |  |  |  |  |
|                 |                 |                 |                 |                 |                 |               |               |                                  |                                  |                                  |                                  |                                                         |                                                         |                                                         |                                                         |                                                         |                                                         |               |               |                                              |                                              |                                              |                                              |                                              |                                              |                                |                                |                                           |                                           |                                           |                                           |                                           |                                           |            |            |            |            |  |  |  |  |  |  |  |  |  |  |  |  |  |  |  |  |  |  |  |  |  |  |  |  |  |  |  |  |
|                 |                 |                 |                 | Aleix I Comnè   | Aleix I Comnè   | Aleix I Comnè | Aleix I Comnè | Aleix I Comnè                    | Aleix I Comnè                    |                                  |                                  | Maria Comnena                                           | Maria Comnena                                           | Maria Comnena                                           | Maria Comnena                                           | Maria Comnena                                           | Maria Comnena                                           |               |               | Miquel Taronita protosebast                  | Miquel Taronita protosebast                  | Miquel Taronita protosebast                  | Miquel Taronita protosebast                  | Miquel Taronita protosebast                  | Miquel Taronita protosebast                  |                                |                                |                                           |                                           |                                           |                                           |                                           |                                           |            |            |            |            |  |  |  |  |  |  |  |  |  |  |  |  |  |  |  |  |  |  |  |  |  |  |  |  |  |  |  |  |
|                 |                 |                 |                 | Aleix I Comnè   | Aleix I Comnè   | Aleix I Comnè | Aleix I Comnè | Aleix I Comnè                    | Aleix I Comnè                    |                                  |                                  | Maria Comnena                                           | Maria Comnena                                           | Maria Comnena                                           | Maria Comnena                                           | Maria Comnena                                           | Maria Comnena                                           |               |               | Miquel Taronita protosebast                  | Miquel Taronita protosebast                  | Miquel Taronita protosebast                  | Miquel Taronita protosebast                  | Miquel Taronita protosebast                  | Miquel Taronita protosebast                  |                                |                                |                                           |                                           |                                           |                                           |                                           |                                           |            |            |            |            |  |  |  |  |  |  |  |  |  |  |  |  |  |  |  |  |  |  |  |  |  |  |  |  |  |  |  |  |
|                 |                 |                 |                 |                 |                 |               |               |                                  |                                  |                                  |                                  |                                                         |                                                         |                                                         |                                                         |                                                         |                                                         |               |               |                                              |                                              |                                              |                                              |                                              |                                              |                                |                                |                                           |                                           |                                           |                                           |                                           |                                           |            |            |            |            |  |  |  |  |  |  |  |  |  |  |  |  |  |  |  |  |  |  |  |  |  |  |  |  |  |  |  |  |
|                 |                 |                 |                 |                 |                 |               |               |                                  |                                  |                                  |                                  |                                                         |                                                         |                                                         |                                                         |                                                         |                                                         |               |               |                                              |                                              |                                              |                                              |                                              |                                              |                                |                                |                                           |                                           |                                           |                                           |                                           |                                           |            |            |            |            |  |  |  |  |  |  |  |  |  |  |  |  |  |  |  |  |  |  |  |  |  |  |  |  |  |  |  |  |
|                 |                 |                 |                 | Joan II Comnè   | Joan II Comnè   | Joan II Comnè | Joan II Comnè | Joan II Comnè                    | Joan II Comnè                    |                                  |                                  |                                                         |                                                         |                                                         |                                                         | Joan Taronita                                           | Joan Taronita                                           | Joan Taronita | Joan Taronita | Joan Taronita                                | Joan Taronita                                |                                              |                                              | Gregori Taronita protovestiari               | Gregori Taronita protovestiari               | Gregori Taronita protovestiari | Gregori Taronita protovestiari | Gregori Taronita protovestiari            | Gregori Taronita protovestiari            |                                           |                                           | N Taronita                                | N Taronita                                | N Taronita | N Taronita | N Taronita | N Taronita |  |  |  |  |  |  |  |  |  |  |  |  |  |  |  |  |  |  |  |  |  |  |  |  |  |  |  |  |
|                 |                 |                 |                 | Joan II Comnè   | Joan II Comnè   | Joan II Comnè | Joan II Comnè | Joan II Comnè                    | Joan II Comnè                    |                                  |                                  |                                                         |                                                         |                                                         |                                                         | Joan Taronita                                           | Joan Taronita                                           | Joan Taronita | Joan Taronita | Joan Taronita                                | Joan Taronita                                |                                              |                                              | Gregori Taronita protovestiari               | Gregori Taronita protovestiari               | Gregori Taronita protovestiari | Gregori Taronita protovestiari | Gregori Taronita protovestiari            | Gregori Taronita protovestiari            |                                           |                                           | N Taronita                                | N Taronita                                | N Taronita | N Taronita | N Taronita | N Taronita |  |  |  |  |  |  |  |  |  |  |  |  |  |  |  |  |  |  |  |  |  |  |  |  |  |  |  |  |
|                 |                 |                 |                 |                 |                 |               |               |                                  |                                  |                                  |                                  |                                                         |                                                         |                                                         |                                                         |                                                         |                                                         |               |               |                                              |                                              |                                              |                                              |                                              |                                              |                                |                                |                                           |                                           |                                           |                                           |                                           |                                           |            |            |            |            |  |  |  |  |  |  |  |  |  |  |  |  |  |  |  |  |  |  |  |  |  |  |  |  |  |  |  |  |
| Manuel I Comnè  | Manuel I Comnè  | Manuel I Comnè  | Manuel I Comnè  | Manuel I Comnè  | Manuel I Comnè  |               |               | Andrònic Comnè x Irene Aineidasa | Andrònic Comnè x Irene Aineidasa | Andrònic Comnè x Irene Aineidasa | Andrònic Comnè x Irene Aineidasa | Andrònic Comnè x Irene Aineidasa                        | Andrònic Comnè x Irene Aineidasa                        |                                                         |                                                         |                                                         |                                                         |               |               |                                              |                                              |                                              |                                              |                                              |                                              |                                |                                | Joan Taronita protosebast                 | Joan Taronita protosebast                 | Joan Taronita protosebast                 | Joan Taronita protosebast                 | Joan Taronita protosebast                 | Joan Taronita protosebast                 |            |            |            |            |  |  |  |  |  |  |  |  |  |  |  |  |  |  |  |  |  |  |  |  |  |  |  |  |  |  |  |  |
| Manuel I Comnè  | Manuel I Comnè  | Manuel I Comnè  | Manuel I Comnè  | Manuel I Comnè  | Manuel I Comnè  |               |               | Andrònic Comnè x Irene Aineidasa | Andrònic Comnè x Irene Aineidasa | Andrònic Comnè x Irene Aineidasa | Andrònic Comnè x Irene Aineidasa | Andrònic Comnè x Irene Aineidasa                        | Andrònic Comnè x Irene Aineidasa                        |                                                         |                                                         |                                                         |                                                         |               |               |                                              |                                              |                                              |                                              |                                              |                                              |                                |                                | Joan Taronita protosebast                 | Joan Taronita protosebast                 | Joan Taronita protosebast                 | Joan Taronita protosebast                 | Joan Taronita protosebast                 | Joan Taronita protosebast                 |            |            |            |            |  |  |  |  |  |  |  |  |  |  |  |  |  |  |  |  |  |  |  |  |  |  |  |  |  |  |  |  |
| Alexis II Comnè | Alexis II Comnè | Alexis II Comnè | Alexis II Comnè | Alexis II Comnè | Alexis II Comnè |               |               | Joan Comnè duc de Xipre          | Joan Comnè duc de Xipre          | Joan Comnè duc de Xipre          | Joan Comnè duc de Xipre          | Joan Comnè duc de Xipre                                 | Joan Comnè duc de Xipre                                 |                                                         |                                                         |                                                         |                                                         |               |               |                                              |                                              |                                              |                                              |                                              |                                              |                                |                                | Maria Taronita                            | Maria Taronita                            | Maria Taronita                            | Maria Taronita                            | Maria Taronita                            | Maria Taronita                            |            |            |            |            |  |  |  |  |  |  |  |  |  |  |  |  |  |  |  |  |  |  |  |  |  |  |  |  |  |  |  |  |
| Alexis II Comnè | Alexis II Comnè | Alexis II Comnè | Alexis II Comnè | Alexis II Comnè | Alexis II Comnè |               |               | Joan Comnè duc de Xipre          | Joan Comnè duc de Xipre          | Joan Comnè duc de Xipre          | Joan Comnè duc de Xipre          | Joan Comnè duc de Xipre                                 | Joan Comnè duc de Xipre                                 |                                                         |                                                         |                                                         |                                                         |               |               |                                              |                                              |                                              |                                              |                                              |                                              |                                |                                | Maria Taronita                            | Maria Taronita                            | Maria Taronita                            | Maria Taronita                            | Maria Taronita                            | Maria Taronita                            |            |            |            |            |  |  |  |  |  |  |  |  |  |  |  |  |  |  |  |  |  |  |  |  |  |  |  |  |  |  |  |  |
|                 |                 |                 |                 |                 |                 |               |               |                                  |                                  |                                  |                                  |                                                         |                                                         |                                                         |                                                         |                                                         |                                                         |               |               |                                              |                                              |                                              |                                              |                                              |                                              |                                |                                |                                           |                                           |                                           |                                           |                                           |                                           |            |            |            |            |  |  |  |  |  |  |  |  |  |  |  |  |  |  |  |  |  |  |  |  |  |  |  |  |  |  |  |  |
|                 |                 |                 |                 |                 |                 |               |               |                                  |                                  |                                  |                                  |                                                         |                                                         |                                                         |                                                         |                                                         |                                                         |               |               |                                              |                                              |                                              |                                              |                                              |                                              |                                |                                |                                           |                                           |                                           |                                           |                                           |                                           |            |            |            |            |  |  |  |  |  |  |  |  |  |  |  |  |  |  |  |  |  |  |  |  |  |  |  |  |  |  |  |  |
|                 |                 |                 |                 |                 |                 |               |               |                                  |                                  |                                  |                                  | Marie Comnè x Amalric I de Jerusalem xx Balian d'Ibelin | Marie Comnè x Amalric I de Jerusalem xx Balian d'Ibelin | Marie Comnè x Amalric I de Jerusalem xx Balian d'Ibelin | Marie Comnè x Amalric I de Jerusalem xx Balian d'Ibelin | Marie Comnè x Amalric I de Jerusalem xx Balian d'Ibelin | Marie Comnè x Amalric I de Jerusalem xx Balian d'Ibelin |               |               | Eudòxia Comnena x Guillem VIII de Montpeller | Eudòxia Comnena x Guillem VIII de Montpeller | Eudòxia Comnena x Guillem VIII de Montpeller | Eudòxia Comnena x Guillem VIII de Montpeller | Eudòxia Comnena x Guillem VIII de Montpeller | Eudòxia Comnena x Guillem VIII de Montpeller |                                |                                | Teodora Comnena x Bohemon III d'Antioquia | Teodora Comnena x Bohemon III d'Antioquia | Teodora Comnena x Bohemon III d'Antioquia | Teodora Comnena x Bohemon III d'Antioquia | Teodora Comnena x Bohemon III d'Antioquia | Teodora Comnena x Bohemon III d'Antioquia |            |            |            |            |  |  |  |  |  |  |  |  |  |  |  |  |  |  |  |  |  |  |  |  |  |  |  |  |  |  |  |  |